# Wohnzimmer
Das Wohnzimmer ist das Zimmer einer Wohnung oder eines Wohnhauses, in dem sich die Bewohner häufig in ihrer Freizeit aufhalten.
Zur typischen Ausstattung eines deutschen Wohnzimmers zählen die Polstergarnitur mit niedrigem Tisch, Schrankmöbel bis hin zur klassischen Schrankwand für den Fernseher und weitere Unterhaltungselektronik und (alkoholische) Getränke, daneben auch Bücher- oder CD-Regale.
Oft wird das Wohnzimmer auch als Esszimmer verwendet, da es meist geräumiger als die Küche ist (siehe Wohnküche). Bei Festen und Feierlichkeiten wird oft aus Platzgründen im Wohnzimmer gegessen.
In England ist die doppelte Funktion des deutschen Wohnzimmers meist auf zwei Räume verteilt. Zur Repräsentation dient der „parlour“ (Salon), der von den Bewohnern nur bei Feierlichkeiten oder mit Gästen genutzt wird, während der „living room“ alltäglich genutzt wird; „family room“ bezeichnet den größten Raum des Hauses in Verbindung mit einer offenen Küche.
Solche offenen oder mit dem Wohnzimmer zumindest durch einen breiten Durchgang verbundenen Küchen erfreuen sich mittlerweile auch in Deutschland großer Beliebtheit.

## Geschichte
Früher war ein großzügiger Kamin oder eine Feuerstelle das eindeutige Indiz, dass man sich im Wohnzimmer befand, ebenso mehr oder weniger repräsentatives Mobiliar. In weniger wohlhabenden bürgerlichen Haushalten wurde das Wohnzimmer, ähnlich der „guten Stube“ in Bauernhäusern, nur zu besonderen Anlässen benutzt. Zumindest im Winter hatte dies den praktischen Grund, dass die Küche durch den mit Holz oder Kohle befeuerten Herd ohnehin warm war, während das Wohnzimmer extra geheizt werden musste. In Zeiten von Wohnraummangel, etwa nach dem Zweiten Weltkrieg, gab es in vielen Wohnungen gar kein eigenes Wohnzimmer, sondern lediglich (Wohn-)Küche und Schlafräume. Als mit zunehmendem Wohlstand (im Westen Deutschlands durch das Wirtschaftswunder) neue Wohnungen entstanden und damit wieder mehr Platz verfügbar war, wurden auch wieder gesonderte Wohnzimmer eingerichtet. Dabei wurde nicht mehr so viel Wert auf Repräsentation, sondern mehr auf Behaglichkeit und bequemes Mobiliar gelegt; es etablierte sich die bis heute typische, wenn auch in der Gestaltung jeweils der Mode angepasste Ausstattung.
Ein Fokus lag bei der Gestaltung von Wohnzimmern immer auf den Schwerpunkten der Freizeitgestaltung ihrer Zeit – so nahmen Radios zu Beginn des 20. Jahrhunderts einen prominenten Platz ein und wurden später von Fernsehern abgelöst. In modernen Mietwohnungen vereinen Wohnzimmer oft mehrere Aufgaben. Neben der Freizeitgestaltung und Erholung werden sie als Homeoffice, Raum für Fitnessübungen, und Gästeschlafzimmer genutzt.

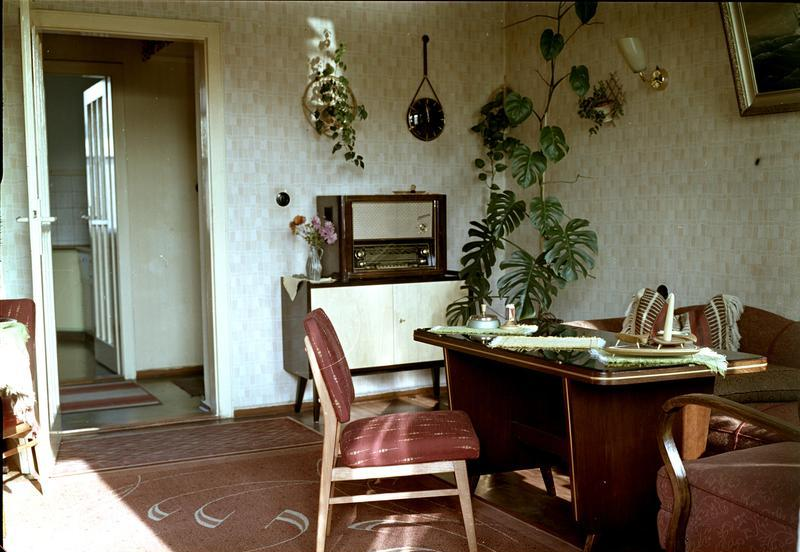
Wohnzimmer Berlin-Friedrichshagen, 1960
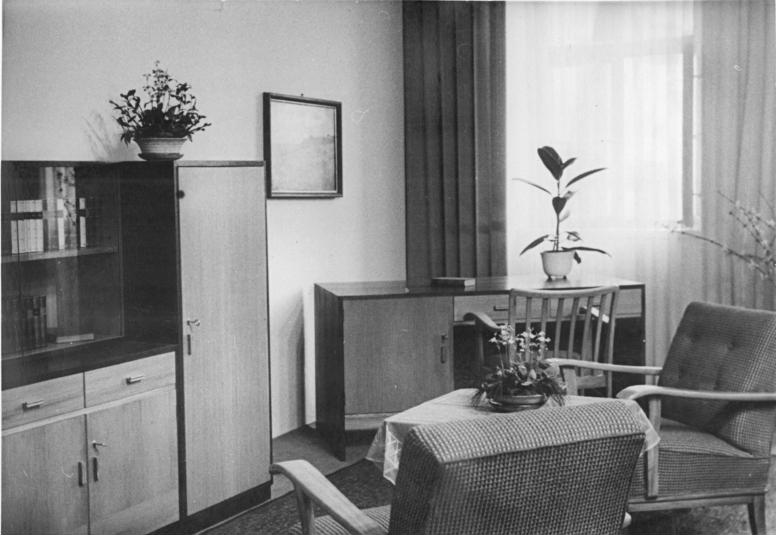
„Musterwohnzimmer“ bei der Leipziger Messe 1950
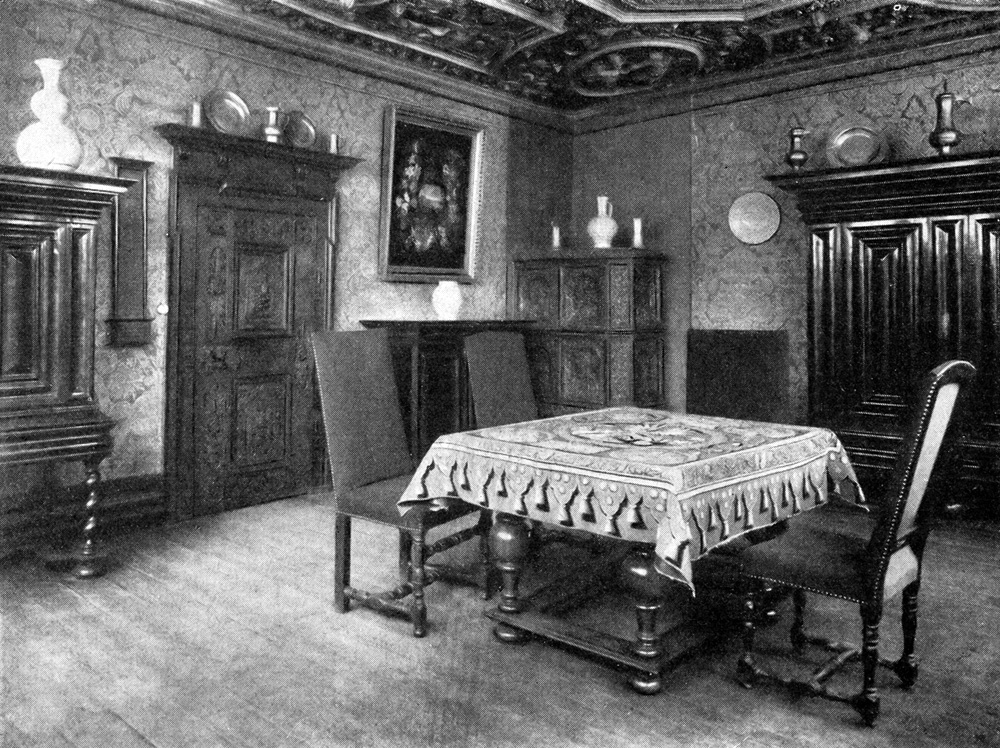
Historisches Wohnzimmer in der Goldenen Waage in der Altstadt von Frankfurt am Main
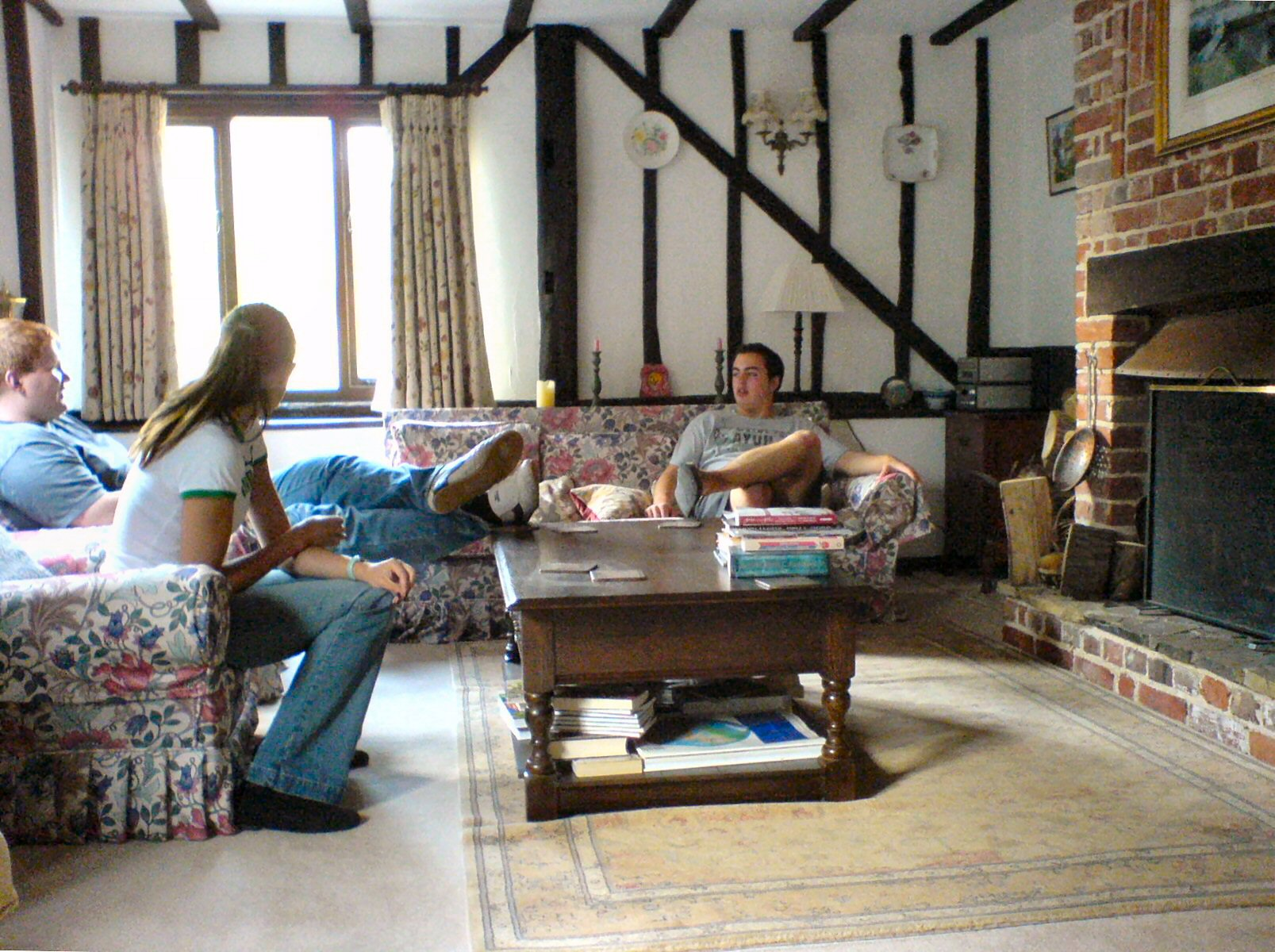
Wohnstube im Vereinigten Königreich
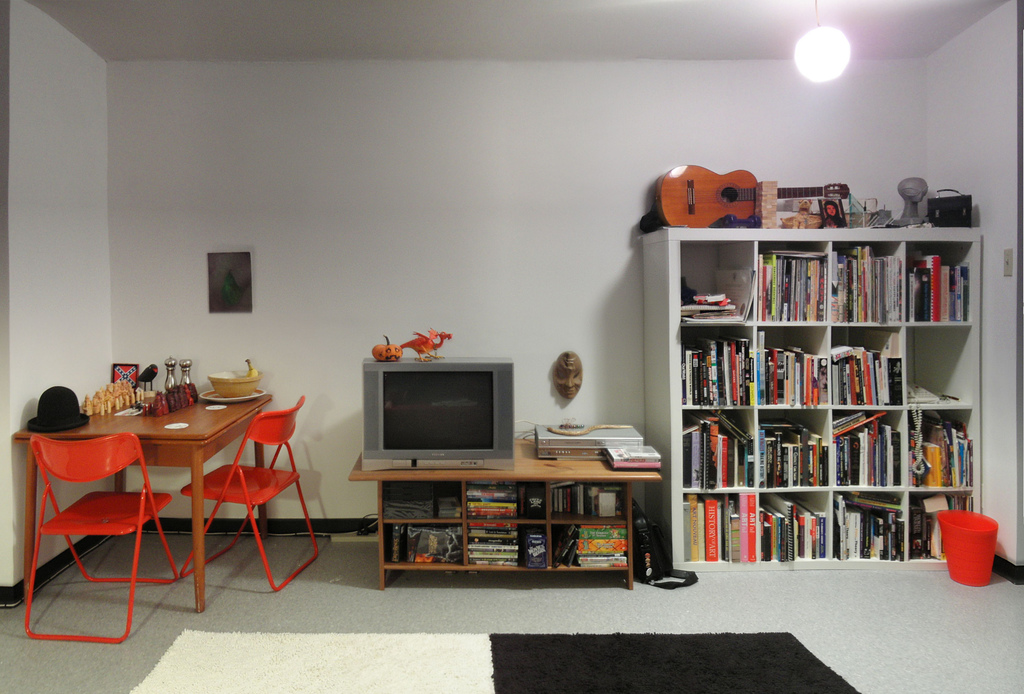
Wohnzimmer in Toronto, Kanada
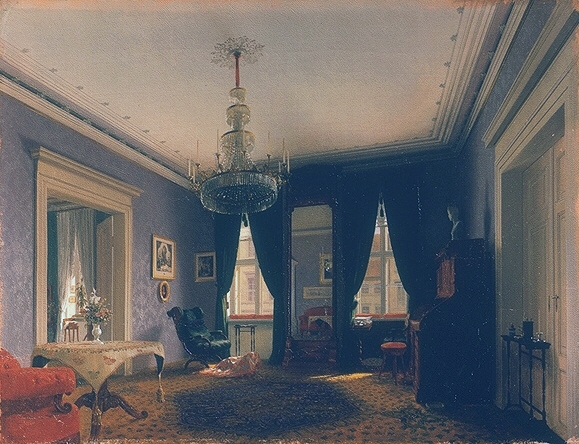
Berliner Zimmer 1865
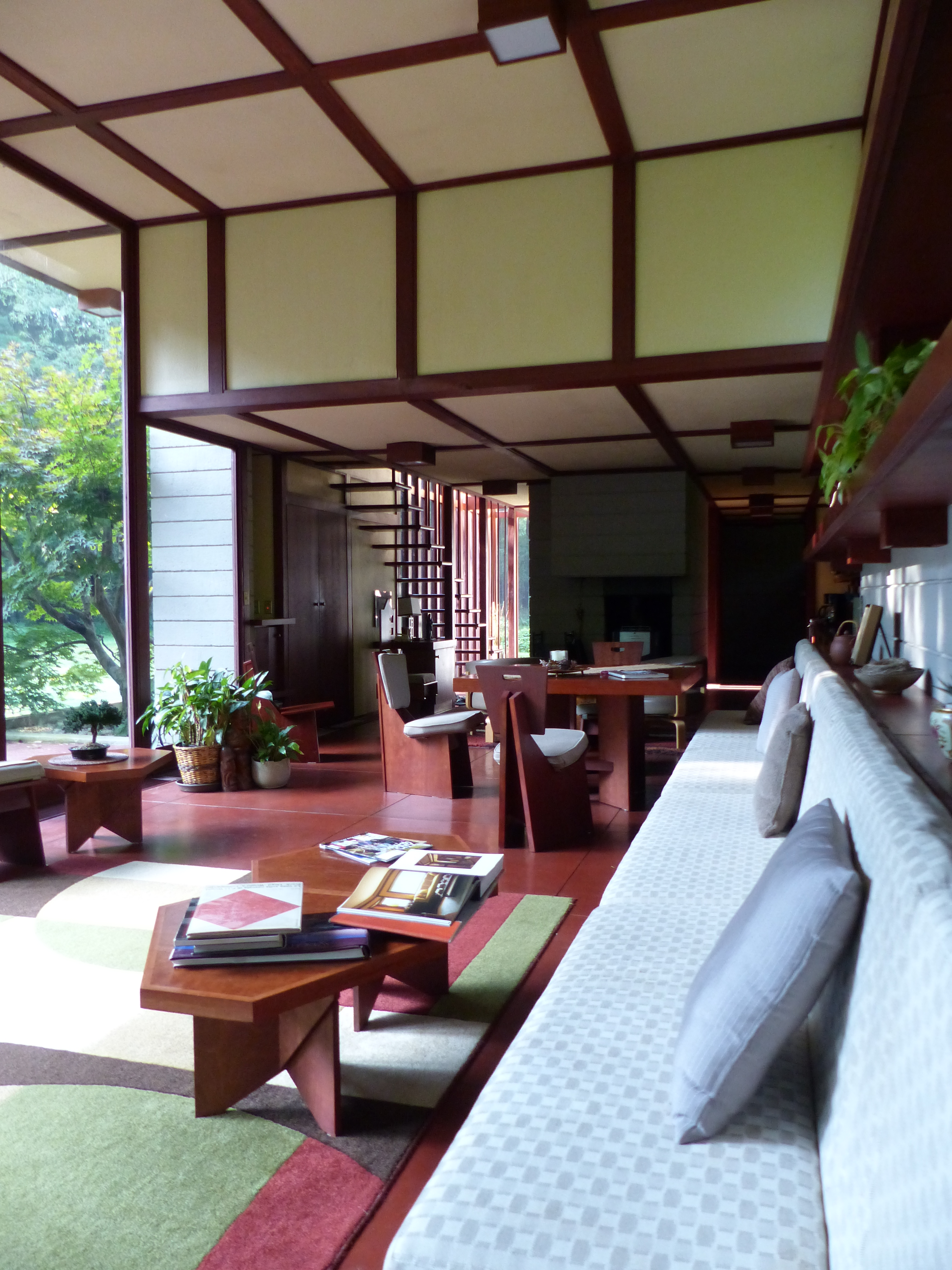
Wohnraum in Frank Lloyd Wrights Louis Penfield House, 1955
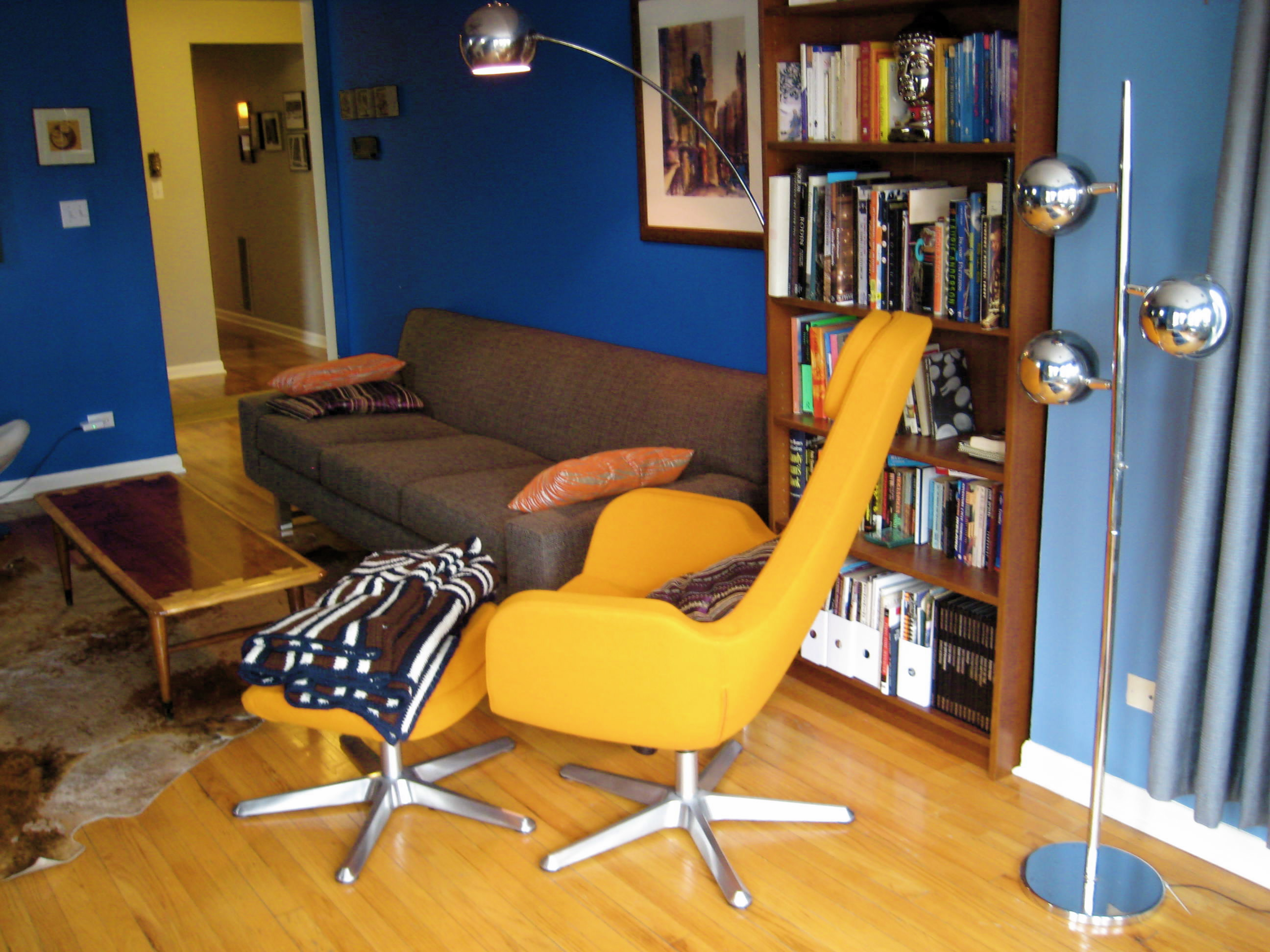
Ausstellungsraum für Wohnzimmermöblierung, Ikea, 2023